# Heidar Aegisson
Heidar Aegisson (10 agosto 1995) è un calciatore islandese, difensore dello Stjarnan.

## Carriera

### Club
Esordisce in Úrvalsdeild con la maglia dello Stjarnan il 4 maggio 2014 nella prima gara di campionato vinta contro il Fylkir Reykjavík. Con lo stesso club fa il suo esordio anche nei preliminari di Europa League contro il Bangor City il 3 luglio 2014; la squadra, per altro supera le qualificazioni e Aegisson ha la possibilità di disputare cinque incontri nella manifestazione. A fine stagione si laurea campione islandese contribuendo con 13 presenze.
Il successo in campionato gli consente di esordire nelle qualificazioni di UEFA Champions League 2015-2016 contro il Celtic il 15 luglio 2015.

### Nazionale
Dopo avere collezionato tre presenze con l'Under-19, l'11 giugno 2015 fa il suo esordio nell'Under-21 nella gara valida per le Qualificazioni al campionato europeo di calcio Under-21 2017 contro la Macedonia.

## Statistiche

### Presenze e reti nei club
Statistiche aggiornate al 25 gennaio 2016.
| Stagione        | Club            | Campionato      | Campionato | Campionato | Coppe nazionali | Coppe nazionali | Coppe nazionali | Coppe continentali | Coppe continentali | Coppe continentali | Supercoppe | Supercoppe | Supercoppe | Totale | Totale |
| Stagione        | Club            | Comp            | Pres       | Reti       | Comp            | Pres            | Reti            | Comp               | Pres               | Reti               | Comp       | Pres       | Reti       | Pres   | Reti   |
| --------------- | --------------- | --------------- | ---------- | ---------- | --------------- | --------------- | --------------- | ------------------ | ------------------ | ------------------ | ---------- | ---------- | ---------- | ------ | ------ |
| 2014            | Stjarnan        | Ú               | 13         | 0          | CI+CLI          | 0+7             | 0+3             | UEL                | 5                  | 0                  | -          | -          | -          | 26     | 3      |
| 2015            | Stjarnan        | Ú               | 22         | 1          | CI+CLI          | 0+6             | 0+0             | UCL                | 2                  | 0                  | -          | -          | -          | 30     | 1      |
| Totale carriera | Totale carriera | Totale carriera | 35         | 1          |                 | 13              | 3               |                    | 7                  | 0                  |            | -          | -          | 55     | 4      |

## Palmarès

### Club

#### Competizioni nazionali
- Campionato islandese: 1

Stjarnan: 2014